# Rivulus bororo
 Rivulus bororo és un peix de la família dels rivúlids i de l'ordre dels ciprinodontiformes que es troba a Sud-amèrica: Brasil.
Els mascles poden arribar als 2,5 cm de longitud total i les femelles als 2,19.